# A Rose for Egeria
A Rose for Egeria  è il terzo album della band rock celtica Materdea distribuito nel 2014. I testi e le musiche sono di Simon Papa e di Marco Strega, quest'ultimo si è occupato di tutti gli arrangiamenti. L'album è stato pubblicato con l'etichetta Midsummer's Eve di Torino, di proprietà dei due fondatori della band.

## Tracce
1. Beyond the Painting - 5:51
2. Tàlagor of the Storms - 5:19
3. Whispers of the Great Mother - 6:45
4. Merlin and the Unicorn - 6:06
5. A Rose for Egeria - 7:02
6. An Unexpected Guest - 5:44
7. Land of Wonder - 4:29
8. Altars of Secrets - 4:55
9. Prelude to the Rush - 1:23
10. Running All Night with the Wind - 4:49
11. Haerelneth's Journey - 6:52

## Formazione
- Marco Strega - chitarre, voci, programmazione, tastiere
- Simon Papa - voci e percussioni
- Morgan De Virgilis - basso
- Elisabetta Bosio - violino
- Cosimo De Nola - batteria
- Elena Crolle - tastiere